# 岩鼻県
岩鼻県（いわはなけん）は、1868年（慶応4年）に上野国、武蔵国内の幕府領・旗本領を管轄するために明治政府によって設置された県。管轄地域は現在の群馬県、埼玉県に広く分布している。

## 概要
江戸幕府の関東在方掛（旧関東郡代）が常駐していた岩鼻陣屋を接収した新政府が、その管轄下にあった幕府領の一部を管轄するために設置。同時に上野国、武蔵国内の旗本領の一部も管轄した。なお、上野国内の幕府領、旗本領の一部は前橋藩、館林藩にも移管されている。
明治2年（1869年）には廃藩置県に先がけて廃藩を申し出た吉井藩の領地も管轄地域に加えた。明治4年（1871年） 、廃藩置県後の第1次府県統合に伴い上野国内の8県が群馬県に統合されたことにより廃止された。なお、岩鼻県知事であった青山貞は群馬県権知事を引き続き務めている。

## 沿革
- 慶応4年（1868年）
  - 2月18日 - 新政府が群馬郡岩鼻町（現在の高崎市岩鼻町田陣）の岩鼻陣屋にある岩鼻代官所に常駐していた関東在方掛の木村勝教を罷免。
  - 3月10日 - 高崎藩が岩鼻陣屋を接収。
  - 6月17日 - 新政府が岩鼻陣屋に岩鼻県を設置。岩鼻代官所が管轄していた幕府領の一部と、上野国、武蔵国内の旗本領の一部を管轄。
- 明治2年（1869年）12月26日 - 廃藩となった吉井藩の領地を編入。
- 明治4年（1871年）
  - 10月28日 - 第1次府県統合により上野国内の8県が合併して群馬県が成立。同日岩鼻県廃止。
  - 11月14日 - 暫定的に群馬県の管轄となっていた武蔵国内の旧岩鼻県の地域が入間県（現埼玉県）に編入。

## 管轄地域
「旧高旧領取調帳」では武蔵国の幕府領、旧吉井藩領ともに代官名が記されているため、その判別は不可能である。また、岩鼻代官所から前橋藩、館林藩に移管された地域もあり、管轄区域の変遷は錯綜している。なお、相給が存在するため、村数の合計は一致しない。
- 武蔵国
  - 男衾郡のうち - 28村（幕府領22村、旗本領10村）
  - 榛沢郡のうち - 64村（幕府領25村、旗本領58村、川越藩領2村、忍藩領1村、久留里藩領2村）
  - 児玉郡のうち - 57村（幕府領8村、旗本領55村、前橋藩領2村、久留里藩領1村）
  - 那賀郡のうち - 11村（幕府領2村、旗本領10村）
  - 賀美郡のうち - 25村（幕府領9村、旗本領25村）
  - 幡羅郡のうち - 52村（幕府領12村、旗本領46村）
  - 埼玉郡のうち - 4村（幕府領4村、旗本領1村）
  - 高麗郡のうち - 6村（幕府領2村、一橋徳川家領4村）
  - 秩父郡のうち - 59村（幕府領24村、旗本領35村、前橋藩領2村）
  - 横見郡のうち - 22村（幕府領14村、旗本領16村）
- 上野国
  - 吾妻郡のうち - 89村（岩鼻代官所41村、旗本領48村）
  - 山田郡のうち - 49村（岩鼻代官所28村、旗本領23村、峰山藩領2村、請西藩領1村）
  - 緑野郡のうち - 44村（岩鼻代官所44村、旗本領2村）
  - 多胡郡のうち - 25村（岩鼻代官所）
  - 新田郡のうち - 89村（岩鼻代官所61村、旗本領26村）
  - 佐位郡のうち - 21村（岩鼻代官所14村、旗本領4村、一宮藩領3村）
  - 那波郡のうち - 19村（岩鼻代官所7村、旗本領14村）
  - 利根郡のうち - 68村（岩鼻代官所17村、旗本領51村）
  - 碓氷郡のうち - 28村（岩鼻代官所27村、旗本領1村）
  - 甘楽郡のうち - 85村（岩鼻代官所）
  - 勢多郡のうち - 13村（岩鼻代官所12村、寺社領1村）
  - 群馬郡のうち - 19村（岩鼻代官所17村、旗本領1村、吉井藩領2村）

## 歴代知事
- 慶応4年（1868年）6月17日 - 明治元年（1868年）12月7日 ： 知県事・大音龍太郎（元彦根藩郷士）[1]
- 明治元年（1868年）12月7日 - 明治2年（1869年）12月26日 ： 知事・小室彰[2]
- 明治2年（1869年）12月26日 - 明治3年（1870年）5月22日 ： 権知事・小室彰
- 明治3年（1870年）5月22日 - 明治3年（1870年）9月2日 ： 不在
- 明治3年（1870年）9月2日 - 明治4年（1871年）1月11日 ： 知事・中島錫胤（前中弁、元徳島藩士）[3]
- 明治4年（1871年）1月11日 - 明治4年（1871年）1月15日 ： 不在
- 明治4年（1871年）1月15日 - 明治4年（1871年）10月28日 ： 知事・青山貞（前東京府大参事、元福井藩士）[4]